# Technische Intelligenz
Als Technische Intelligenz bezeichnet man die Initiatoren und Träger der technischen Entwicklungen seit der Renaissance.
Der 1978 von Günter Bayerl in dem Beitrag Technische Intelligenz im Zeitalter der Renaissance aus der Zeitschrift Technikgeschichte geprägte Begriff richtet sich gegen die einseitige Prämierung der sogenannten Künstler-Ingenieure in der kunst- und kulturgeschichtlich geprägten Tradition von Jacob Burckhardt. Im Gegensatz zu diesen älteren Verständnis berücksichtigt der Begriff der Technischen Intelligenz auch die Gruppen des Handwerks, des frühneuzeitlichen Unternehmertums und des Montanbereichs. Seit der Professionalisierung der technischen Ausbildung im 19. Jahrhundert spricht man oft von den technischen Professionen. In den sozialistischen Ländern erhielt sich jedoch der Begriff der technischen Intelligenz als einer besonderen Schicht oder Klasse.
Zu den „Geistesriesen der Renaissance“ (Friedrich Engels) wie Brunelleschi, Leon Battista Alberti, Bramante, Michelangelo, Filarete, Leonardo da Vinci, Vannoccio Biringuccio, Agostino Ramelli, Agricola, Jost Bürgi, Gutenberg und Galilei kommen also auch Kaufleute und Unternehmer wie Sebastian Hoechstetter oder Johann I. Thurzo sowie fürstliche Förderer wie Herzog Julius von Braunschweig oder Landgraf Wilhelm IV. von Hessen-Kassel hinzu.
In der DDR wurde 1950 für die „technische Intelligenz“ ein eigenes Zusatzversorgungssystem eingerichtet (Zusätzliche Altersversorgung der technischen Intelligenz).
Wenn bedeutende Teile der Macht bzw. einer Regierung durch Eliten aus Technik und Wissenschaft repräsentiert werden, so ist häufig von einer Technokratie die Rede. 